# Bonzer
Le bonzer est un type de planche de surf développé dans les années 1970 par Duncan et Malcolm Campbell. 

## Le principe
La taille d'origine d'un bonzer est généralement comprise entre 1,90 m et 2,03 m.
Mais il faut savoir que la carène de type bonzer peut s'appliquer à d'autres formes de planche, notamment l'egg.
Le bonzer se distingue des autres planches de surf par son système de dérives et de concaves, il est équipé d'une dérive centrale et deux ou quatre dérives latérales longues de forme trapézoïdale.
La carène à la forme suivante, d'abord un simple concave qui part du maître bau de la planche, il se divise en double concave, dans la continuité des ailerons.
Son double concave très prononcé, est inspiré de la carène des bateaux de courses, et a pour effet d'augmenter considérablement la vitesse de la planche, le principe est en fait celui de l'effet Venturi.
Pour résumer, le fluide (l'eau en l'occurrence) est canalisé sous la carène avec le simple concave, et se retrouve comprimé et canalisé avec le double concave et le système d'ailerons, ce qui a pour effet d'augmenter la vitesse d'une façon considérable.
Il existe deux types de bonzer, le bonzer3 équipé de trois dérives (une centrale et deux latérales), et le bonzer5 équipé de cinq dérives (une centrale et quatre latérales).